# Enantioselektivität
Die Enantioselektivität ist das Verhältnis der Reaktionsgeschwindigkeiten zweier Enantiomere bei ihrer Umsetzung. Eine hohe Enantioselektivität besagt, dass das eine Enantiomer sehr viel schneller umgesetzt wird als das andere.
In achiraler Umgebung und bei achiralen Reaktionspartnern ist die Reaktionsgeschwindigkeit von Enantiomeren gleich. Auf der anderen Seite reagieren die einzelnen Enantiomeren in chiraler Umgebung oder mit einem Enantiomer eines Reaktionspartners verschieden.

## Arzneistoffe
Enantiomere von Arzneistoffen haben regelmäßig unterschiedliche biologische und pharmakologische Wirkung.  Mit anderen Worten: Die biologische und pharmakologische Wirkung von Arzneistoffen ist – von speziellen Ausnahmen abgesehen – enantioselektiv. Deshalb ist die Verwendung enantiomerenreiner Wirkstoffe dem Einsatz von Racematen vorzuziehen. Racemische Arzneistoffe werden bisweilen als Wirkstoffe mit einem Reinheitsgrad von 50 % betrachtet.

## Geschmacksstoffe und Riechstoffe
Enantiomere von Geschmacksstoffen haben einen unterschiedlichen Geschmack, da die Geschmacksrezeptoren enantioselektiv sind, weil sie selbst chiral und sterisch einheitlich aufgebaut sind. So schmeckt die Aminosäure (R)-Valin süß, (S)-Valin jedoch bitter.

Analog verhält es sich mit chiralen Riechstoffen, wie zum Beispiel Carvon. (S)-Carvon riecht kümmelartig, (R)-Carvon riecht minzartig, d. h. der Geruch ist enantioselektiv.

## Umwelt
Arzneistoffe sind potente Umweltchemikalien. Ein häufig von Umweltforschern übersehenes Phänomen besteht in den Besonderheiten beim enantioselektiven Abbau von racemischen Arzneistoffen in der Umwelt. Für jedes Enantiomer des Arzneistoffes kann der Abbau nach einem unterschiedlichen Metabolismus erfolgen. Daraus folgen dann unterschiedliche toxikologische Wirkungen der Enantiomere des Arzneistoffes in der Umwelt.
Analog verhält es sich mit chiralen racemischen Pestiziden.

## Industrielle Anwendung
Die Enantioselektivität kann als Verfahren zur Gewinnung chiraler Substanzen in hoher optischer Reinheit verwendet werden. Die Enantioselektivität eines Enzyms bezüglich eines chiralen Substrates sagt etwas aus über seine Fähigkeit, es selektiv umzusetzen und ist daher ein wichtiger Parameter für seine Verwendung in der Biokatalyse, z. B. der kinetischen Racematspaltung. Die Enantioselektivität wird durch den E-Value ausgedrückt, der sich aus kinetischen Parametern errechnet. Da der E-Value in der Praxis sich aus einer logarithmischen Funktion errechnet, ist es aus Gründen der Genauigkeit nicht üblich, E-Values über 200 anzugeben. Ein E-Value von 1 bedeutet eine nichtselektive Umsetzung.
Der Begriff Enantioselektivität wird auch benutzt, um die Stereoselektivität einer Reaktion zu klassifizieren. Hohe Enantioselektivitäten werden in der enantioselektiven Synthese erkennbar durch hohe ee-Werte.